# نماتدشناسی

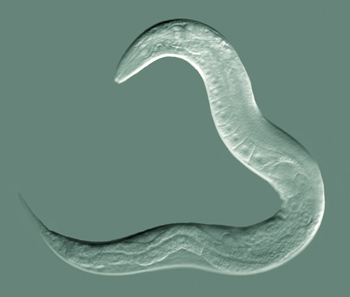
C. elegans

نماتدشناسی یک رشته علمی است که به مطالعه نماتدها یا کرم‌های گرد می‌پردازد. اگرچه تحقیقات نماتدشناسی به دوران ارسطو یا حتی پیش از آن برمی‌گردد، نماتدشناسی به عنوان یک رشته مستقل قابل تشخیص را در میانه تا پایان سده نوزدهم میلادی آغاز شد.
شاید هیچ‌کس به اندازه ناتان آگوستوس کاب در زمینه نماتدشناسی تأثیر مطلوبی نداشته باشد.